# 빠삐놈
〈빠삐놈〉은 커뮤니티 사이트인 디시인사이드에서 파생된 인터넷 문화이다. 빠삐놈의 의미는 아이스크림 제품 빠삐코와 영화 《좋은 놈, 나쁜 놈, 이상한 놈》의 약칭 "놈놈놈"의 합성어다.

## 개요
빠삐놈은 달파란과 장영규가 영화 《놈놈놈》을 위해 편곡한 〈Don't Let Me Be Misunderstood〉에 롯데삼강이 에자키 글리코의 파피코를 모방한 아이스크림 제품인 "빠삐코"의 초기 광고음악을 합성해 디시인사이드에 등장한 이후 화제가 됐다.
“빠빠라 빠라빠라 빠”로 이어지는 영화음악은 “빠빠라 빠빠라 빠/삐삐리 삐삐리”로 시작해 “올 여름 더위는 빠삐코에 맡겨 다오”로 끝나는 광고음악과 맞아 떨어졌으며, 최신 영화 음악이자 고전 팝 명곡에 전혀 다른 분위기의 광고음악이 절묘하게 맞아떨어진 이 합성물은 2008년 7월 중순 인터넷에 올려지며 인기를 끌었고,  특유의 중독성 때문에‘악마의 노래’라는 애칭이 붙었다. 또한 어떤 노래를 끼워넣어도 잘 어우러져서 빠삐코를 기반으로 주로 최신가요를 중심으로 각종 음악과 음향을 결합한 합성물이 봇물 터졌으며, 이런 방식으로 제작된 음악 장르를 보고 ‘빠삐토닉’이라고 한다. 〈빠삐놈〉은 판도라TV가 조사한 '2008 월별 핫동영상 1위' 8월에 선정되었다.
합성물 17편을 한데 모은 가상의 컴필레이션 앨범 ‘빠삐놈 리믹스’와 리듬게임까지 등장했다. 이런 패러디를 결합한 ‘빠삐놈 병神(신) 디스코 믹스’는 게임 음악 프로듀서 박진배가 제작한 것으로 빠삐놈 리믹스의 대표적인 작품이자 가장 폭발적인 반응을 일으키기도 했다. 제작자는 “두 시간 정도 작업해 남들처럼 재미삼아 올렸는데 반응이 너무 뜨거워 놀랐다”고 말하기도 했다.

## 영향
빠삐코의 영향으로 디시인사이드에 여러 창작물이 쏟아지면서 이를 보고‘디시의 르네상스’라고 평가하기도 했다. 또한 빙과류 성수기와 겹쳐 빠삐코의 판매량이 40%이상 늘어났으며, 빠삐코의 생산업체인 롯데삼강에서는 2008년 6월을 마지막으로 중단했던 빠삐코의 TV 광고를 같은 해 8월부터 재방영하기로 했다. 또한 롯데삼강은 공중파를 통해 '빠삐놈 패러디를 만들어 주신 분께 감사드린다. 연락주면 아이스크림 한 박스를 보내드리겠다'라고 감사를 표하기도 했다. 2007년을 '텔미'가 장식했다면, 2008년은 '빠삐놈'이 그 역할을 맡았다는 분석도 있었다. 최초 제작자로 알려진 광고음악가 이인식은 무비위크가 선정한 '2008년을 빛낸 창조적 엔터테이너'에 선정되기도 했다. 종전의 패러디가 단순히 그림의 합성 수준에 머물렀던 것에 비해, 빠삐놈은 음원합성에까지 패러디의 영역을 확장시켰다는 평가를 받았다.

## 방송
빠삐놈의 음악은 패러디나 개그의 소재로 사용되기 위해 오락 프로그램을 통해 방송되기도 했다.
- 《개그콘서트》, 〈황현희 PD의 소비자고발〉 - 2008년 8월 24일
  - 황현희가 "남남남"에 나온 주제곡이 어떤 노래를 표절했다는 주장을 하며 《놈놈놈》에 사용된 〈Don't Let Me Be Misunderstood〉의 일부와 빠삐코의 광고음악의 일부를 차례로 틀고, 이 둘을 섞은 것을 내보냈다. 저작권과 광고효과 문제로 제작진 쪽에서 앞의 둘만을 섞었고, 빠삐코의 광고음악 부분의 일부가 전자음으로 대체되었다.
- 《무한도전》, 〈PD 특공대 2편〉 - 2008년 9월 27일
  - 전진이 빠삐놈의 패러디 방식으로 제작했으며, ‘잔삐놈2’라는 제목을 붙였다. ‘잔삐놈’의 음악은 ‘빠삐놈 병神 디스코 믹스’를 만들었던 박진배가 제작했다. 대한민국의 방송심의규정이 방송에서의 광고 효과를 금지하여, 빠삐코 광고음악 부분의 "코"자가 빠졌다. [A]
- 《신한은행 프로리그 2008》, 광안리 결승전 - 2008년 8월 9일
  - 결승전에서 이긴 프로게이머 이성은이 빠삐놈 병神 디스코 믹스를 배경음악으로 춤을 추고, 빠삐코 아이스크림을 나눠주는 세레모니를 선보였다.[9]

## 기타

### 빠삐놈병神디스코믹스
빠삐놈병神디스코믹스에 들어간 각종 음악과 음향은 다음과 같다.
- 엄정화, 〈DISCO〉
- 전진, 〈Wa〉
- DJ KOO, 〈Let Me (FEAT. HANA)〉
- 이효리, 〈U-Go-Girl〉
- 한가인, 〈닥터깽〉
- 〈현대카드 CM송〉

### 그 밖의 패러디
- 빠삐데스크 - 《뉴스데스크》의 메인 테마송과 빠삐코의 음향을 합성했으며, 이후 김주하 앵커의 멘트가 나온다.
- 빠삐릭스 - 매트릭스 포스터에 빠삐코의 캐릭터를 합성한 작품과 영화 《매트릭스 OST》인 《Propellerheads》의 〈Spybreak!〉와 빠삐코의 음향을 합성한 작품이다.
- 스크류빠삐코 : 스크류빠삐코에 들어간 각종 음악과 음향은 다음과 같다.
  - DJ KOO, 〈Let Me (FEAT. HANA)〉
  - 달러 멘디, 〈투눅 투눅 툰〉
  - 〈스크류바 CM송〉
  - 전진, 〈Wa〉
  - 〈팥죽송〉
  - 원더걸스, 〈So Hot〉
  - 이효리, 〈U-Go-Girl〉
  - 에픽하이, 〈One(원)〉
  - Yelle, 〈Je veux te voir〉
  - 엄정화, 〈DISCO〉
  - Dead Or Alive, 〈you spin me round〉
- ReMinD2020-합성물 18주년을 기념으로 국내 합작을 해 만든노래로 오프닝에 빠빠놈 병神(신) 디스코 리믹스를 오프닝으로 올렸다.